# Raión de Uzdá
El raión de Uzdá (en bielorruso: Уздзенскі раён) es un raión o distrito de Bielorrusia, en la provincia (óblast) de Minsk. 
Comprende una superficie de 1 181 km².
El centro administrativo es la ciudad de Uzdá.

## Demografía
Según estimación 2010 contaba con una población total de 23 657 habitantes.

## Subdivisiones
Comprende la ciudad subdistrital de Uzdá y seis consejos rurales:
- Vózera
- Dzéshchanka
- Mahilna
- Slabadá
- Uzdá
- Jatliany